# Integração vertical
Em microeconomia ou gestão estratégica, a integração vertical ou verticalização é a internalização de várias etapas sucessivas de uma cadeia produtiva por uma empresa ou grupo empresarial. Companhias ou grupos empresariais verticalmente integrados são unidos através de uma hierarquia e têm um controle acionário comum. O produto final de um membro da hierarquia torna-se o insumo de outro membro na etapa seguinte da cadeia. As etapas incluem não só a produção como outras atividades como o transporte, marketing e distribuição. A integração vertical pode ser feita entrando no mercado da etapa para competir com os fornecedores, adquirindo uma empresa nela estabelecida ou negociando um contrato de exclusividade com um fornecedor.

## Estratégia empresarial
Pode ser contraposta à terceirização ou desverticalização, na qual determinadas atividades são realizadas externamente, por outra empresa. Tem direção diferente da integração horizontal, na qual a capacidade é expandida numa mesma área da produção pela aquisição de concorrentes ou diversificação dos produtos, potencialmente formando um oligopólio ou monopólio.
A verticalização dá maior controle sobre os inputs e outputs, diminuindo os custos ao não comprar do mercado e evitando os riscos de atrasos e falhas qualitativas. Ela permite aproveitar economias de escala e protege a empresa dos fatores externos. Entretanto exige investimento, torna a administração mais complexa, isola a empresa, fechando-a ao know-how de fornecedores, e, ao participar de mais atividades produtivas, pode causar perda de foco e maior exposição a riscos.
É mais viável quando o volume de produção é maior. Pode ser necessária num mercado oligopolista ou monopolista, e/ou com fornecedores de grande poder de barganha e concorrentes já integrados.

## Variedades
- Integração vertical a montante (para trás ou para nascente) - A companhia internaliza os inputs — as áreas de matéria-prima, maquinário e mão-de-obra.[15] Garante assim a qualidade, pontualidade e baixo custo de seus insumos.[16] É adequada quando "existem poucos fornecedores e de escala pequena, mas a concorrência é alta, o mercado está a crescer de forma rápida e constante, os preços são incertos, os fornecedores tem margens de lucro elevadas, e a empresa tem recursos e capacidade de gerir um novo negócio".[17] Na criação de frangos de corte da região de Chapecó, Santa Catarina, a maioria dos matrizeiros e incubatórios de ovos e fabricantes de ração produzem não para a revenda mas para abastecer os abatedouros/frigoríficos que coordenam a cadeia.[18] Nos anos 90, mais da metade dos insumos de cana-de-açúcar das empresas de álcool e açúcar de São Paulo era próprio ou de acionistas.[19] A distribuidora alimentar Intermarché possui sua própria frota de barcos de pesca.[20]

- Integração vertical a jusante (para a frente ou para poente) - A companhia internaliza os outputs — as áreas de transporte, distribuição, assistência técnica e serviços.[15] Aproxima-se assim de seus consumidores.[16] É adequada quando "os distribuidores ou revendedores têm elevadas margens de lucro, os distribuidores praticam preços elevados, não são confiáveis ou simplesmente não são capazes de corresponder às necessidades da distribuição da empresa". Na indústria petrolífera as empresas que extraíam petróleo bruto estabeleceram refinarias e redes de distribuição.[17] Na indústria química a logística pode ser verticalizada a jusante com uma frota própria de caminhões conduzindo a várias filiais onde os produtos são armazenados. Assim a distribuição está sob controle e possui capilaridade para atingir os clientes. Isso ocorre, por exemplo, na BR Quim e Guaíba Química.[21][22] Produtores e prestadores de serviços em geral às vezes criam suas próprias redes de lojas, com um artigo documentando 50 casos de 1973 a 2012. Podem entrar no varejo, atacado ou e-commerce e entrar nessa área por alianças ou aquisições.[23]

- Integração vertical nos dois sentidos[24]

### Citações
1. ↑  Mobus 2012, pp. 31-33.
2. ↑  Minadeo 2012, pp. 58-59.
3. ↑  Morais 2012, pp. 45-46.
4. ↑  Milan & Theisen 2011, pp. 6-8.
5. ↑  Propércio 2015, p. 14.
6. ↑  Propércio 2015, p. 11.
7. ↑  Moreira 2018, pp. 32-33.
8. 1 2 3  Zanella et al. 2013, p. 535.
9. 1 2 3  Minadeo 2012, pp. 59-60.
10. ↑  Ghion 2018, p. 23.
11. ↑  Moreira 2018, p. 34.
12. ↑  Milan & Theisen 2011, p. 2.
13. ↑  Moreira 2018, p. 32.
14. ↑  Ghion 2018, p. 22.
15. 1 2  Mobus 2012, p. 34.
16. 1 2  Mobus 2012, p. 40.
17. 1 2  Moreira 2018, p. 33.
18. ↑  Zanella et al. 2013, p. 539.
19. ↑  Vegro & Carvalho 2001.
20. ↑  Moreira 2018, p. 36.
21. ↑  Mobus 2012, pp. 77-79.
22. ↑  Mobus 2012, pp. 103-105.
23. ↑  Minadeo 2012, pp. 66-73.
24. ↑  «Integração vertical». NOS. Consultado em 24 de fevereiro de 2021